# Minamisōma
Minamisōma (南相馬市, Minamisōma-shi) est une municipalité ayant le statut de ville dans la préfecture de Fukushima, au Japon.

## Géographie

### Situation
Minamisōma est située dans le nord-est de la préfecture de Fukushima, au bord de l'océan Pacifique.

### Démographie
En janvier 2022, la population de la ville de Minamisōma était de 58 140 habitants répartis sur une superficie de 398,58 km2.

## Histoire
La ville de Minamisōma a été créée le 1er janvier 2006, de la fusion de l'ancienne ville de Haramachi avec les anciens bourgs de Kashima et Odaka.
Minamisōma est durement touchée par le tsunami consécutif au séisme de 2011 de la côte Pacifique du Tōhoku. Environ 700 victimes sont recensées. Une bonne partie du territoire de la ville était située dans la zone d'exclusion nucléaire de la centrale nucléaire de Fukushima Daiichi. Le 12 juillet 2016, l’ordre d’évacuation de la ville est levé, a l’exception d'une zone au sud-est de la ville.

## Culture locale et patrimoine
La région de Sōma est réputée pour ses chevaux. Tous les ans, du 22 au 25 juillet, s'y déroule le Sōma nomaoi (相馬野馬追, littéralement « chasse aux chevaux sauvages de Sōma ») autour des sanctuaires Ōta (太田神社, Ōta-jinja) et Odaka (小高神社, Odaka-jinja) à Minamisōma, et du sanctuaire Nakamura (中村神社, Nakamura-jinja) à Sōma. Il s'agit d'un spectacle équestre regroupant 500 cavaliers en tenue médiévale.
À la suite de l'accident nucléaire de Fukushima, l'édition 2011 n'a pas eu lieu.

## Transports
Minamisōma est desservie par la ligne Jōban de la JR East.

## Jumelage
Minamisōma est jumelée avec Pendleton aux États-Unis.